# Кресса (Италия)
Кресса (итал. Cressa) — коммуна в Италии, располагается в регионе Пьемонт, в провинции Новара.
Население составляет 1431 человек (2008 г.), плотность населения составляет 204 чел./км². Занимает площадь 7 км². Почтовый индекс — 28012. Телефонный код — 0322.
Покровителем коммуны почитается святой Проспер, празднование в последнее воскресение июля.

## Демография
Динамика населения:

## Администрация коммуны
- Официальный сайт: http://www.comune.cressa.no.it/